# STS-66
STS-66 — космический полёт MTKK «Атлантис» по программе «Спейс Шаттл» (66-й полёт программы, 13-й полёт для «Атлантиса»).

## Экипаж
- (НАСА): Доналд Макмонэгл (3)[2] — командир;
- (НАСА): Кэртис Браун (2) — пилот;
- (НАСА): Эллен Очоа (2) — специалист полёта-1, руководитель операций с полезной нагрузкой;
- (НАСА): Джозеф Таннер (1) — специалист полёта-2, бортинженер;
- (CNES): Жан-Франсуа Клервуа (1) — специалист полёта-3;
- (НАСА): Скотт Паразински (1) — специалист полёта-4[3].

## Параметры полёта
- Грузоподъёмность — 10 544 кг;
- Наклонение орбиты — 57,0°;
- Период обращения — 90,6 мин;
- Перигей — 296 км;
- Апогей — 310 км.

## Особенности миссии
К основным заданиям миссии STS-66 относится исследование состояния окружающей среды. На шаттле была установлена научно-прикладная лаборатория по изучению атмосферы ATLAS-03 (англ. Atmospheric Laboratory for Applications and Sciences, 3-й полёт лаборатории). Приборы лаборатории провели глобальное измерение температур в мезосфере и концентраций малых примесей, исследование взаимодействия солнечного излучения с отдельными химическими компонентами в термосфере. Важным дополнением к данным лаборатории послужили результаты исследования нижней и средней термосферы приборами отделяемого спутника CRISTA-SPAS (от англ. Cryogenic Infrared Spectrometers and Telescopes for the Atmosphere), который совершил автономный 8-суточный полёт.

## Эмблема
На эмблеме миссии STS-66 изображён стартующий шаттл «Атлантис», чей стилизованный тройной шлейф пламени стилизован под символ корпуса астронавтов НАСА. Изображён так же возвращаемый спутник CRISTA-SPAS, благодаря которому были проведены наблюдения земной атмосферы в лучах солнечного света: от чего восходящее солнце и линия видимого спектра на горизонте Земли. Разработка эмблемы проходила при участии членов экипажа.